# アストロ・コップ/地球クライシス2050
『アストロ・コップ/地球クライシス2050』（原題：Lunarcop,別題：Solar Force）は、1994年に製作されたアメリカ合衆国のSFビデオ映画。ボアズ・デヴィッドソン監督、マイケル・パレ、ビリー・ドラゴ出演。日本では劇場公開された。

## ストーリー
地球がビッグ・バーンと呼ばれる大爆発を起こして環境が大きく変化し、雨も降らない不毛の地となってから、地球で権力があった人物たちは月に移住して月政府という政府機関を築き、再び地球に帰還するための方法を模索していた。
ビッグ・バーンから27年が経過した西暦2050年、月での生活しか知らない月警察に所属するジョー・ブロディは、幼い頃から地球には下層民しかいないという情報を刷り込まれ、彼らによる反逆行為から月政府を守っていた。ある日、局長と将校全員を集めて開かれた会議で月政府の代表である総督から、地球の環境を元に戻して帰還できる状態にする物質「アマランス」を科学者が発見したことが報告される。だがそのとき地球からの反逆者が月政府を襲撃し、ブロディと心を持たないサイボーグのストッパーが彼らを排除していくが、隙を突かれてアマランスを地球に送られてしまう。総督と局長は、アマランスが下層民の手に渡って彼らが権力を持つことで、自分たちの帰る場所がなくなるのではないかと危惧し、局長が優秀だと認めるブロディにアマランスを奪還させるため彼を地球へと向かわせる。
地球ではラフボーイというリーダーのケイが率いる暴走族集団による傍若無人な振る舞いに、普通に暮らす村人たちは日々苦しめられていた。村の娘トーラは、農産物を売りにレスターとミランダがいる地域を訪れるが、そこにケイと手下のマイロらラフボーイが現れ、トーラはケイによって犯されそうになる。地球に着いて偶然通りかかったブロディは、彼女を助けるため彼らと戦いケイらを追い払うことに成功する。そしてブロディは助けたトーラと共に彼女の村へと向かい、彼女の父で科学者のペントと仲間のレーンを紹介される。そのころラフボーイの隠れ家では、ケイがブロディへの仕返しとして村を襲撃してトーラを誘拐してくるようマイロに命令していた。その後アマランスを奪還するため手がかりを探すブロディだが、トーラと接するうちに彼女に惹かれていく。

## キャスト
| 役名             | 俳優                             | 日本語吹替 |
| 役名             | 俳優                             | VHS版      |
| ---------------- | -------------------------------- | ---------- |
| ジョー・ブロディ | マイケル・パレ                   | 山寺宏一   |
| ケイ             | ビリー・ドラゴ                   | 江原正士   |
| トーラ           | ウォーカー・ブラント             | 井上喜久子 |
| ストッパー       | ロビン・スミス                   | 菅原正志   |
| レーン           | ギャヴィン・ヴァン・ダー・バーグ | 中多和宏   |
| ペント           | ウィルソン・ダンスター           | 小山武宏   |
| 局長             | ロン・スマーチャック             | 辻親八     |
| 総督             | デヴィッド・シャーウッド         | 塚田正昭   |
| マイロ           | グレッグ・ラッター               | 立木文彦   |
| レスター         | イアン・イェール                 | 宝亀克寿   |
| ミランダ         | スーザン・アリソン               | 定岡小百合 |
| ランディ         | モレモ・マーロハンエ             | 津村まこと |
| ジーナ           | キム・ウィンドー                 | 渡辺美佐   |

- 吹替その他：大川透、小野英昭

## スタッフ
- 監督：ボアズ・デヴィッドソン
- 製作：ダニー・ラーナー
- 製作総指揮：ダニー・ディムボート、アヴィ・ラーナー、トレヴァー・ショート
- 脚本：テレンス・パレ
- 撮影：アヴラハム・カーピック
- 音楽：ドン・ピーク
- 編集：マーカス・マントン

日本語版スタッフ
- 吹替演出：高橋剛
- 吹替翻訳：徐賀世子
- 吹替制作：タキコーポレーション/東北新社